# レイラ・スリマニ
レイラ・スリマニ（Leïla Slimani、1981年10月3日 - ）は、モロッコに生まれ、フランスで活躍する作家・ジャーナリスト。第2作『優しい歌』（邦題『ヌヌ ― 完璧なベビーシッター』）で2016年ゴンクール賞を受賞。2017年3月23日、芸術文化勲章を受け、2017年11月6日付でエマニュエル・マクロン大統領にフランコフォニー担当大統領個人代表（フランコフォニー国際機関常任理事会フランス代表）に任命された。

## 背景
レイラ・スリマニは1981年10月3日、モロッコ王国の首都ラバトで銀行家オトマン・スリマニと耳鼻咽喉科医ベアトリス＝ナジャット・ドブ＝スリマニの間に生まれた。モロッコ北部の都市フェズに生まれた父オトマンは、奨学金を受けてフランスで経済学を学んだ。1970年代にモロッコ政府の経済担当閣外相を務めた後、モロッコの不動産銀行CIHの頭取に就任したが、レイラが13歳のとき、公金横領の疑いをかけられ、2004年に死去。容疑が晴れたのは没後のことであった。メクネス生まれの母ベアトリスはモロッコで医学を修めた最初の女性の一人である。母方の祖母アンヌは（フランス）アルザス地方出身で、第二次世界大戦中に原住民部隊としてフランス軍に徴用されたラクダールと結婚し、モロッコに逃れた。アンヌはアラビア語を学び、イスラム教に改宗。ラクダールとともに無料診療所を立ち上げた。スリマニはこうした両親や祖父母の生き方に多くを学び、その後の彼女の活動を決定づけたとインタビューなどで繰り返し語っている。

## 学業
スリマニ家ではアラビア語を話さず、啓蒙思想（特にヴォルテール）を支持する両親から非宗教的な教育を受けた。フランス語による教育を行う現地のデカルト高等学校に通い、バカロレア取得後に渡仏。2年間のグランゼコール準備級を経て、パリ政治学院に学んだ。シュテファン・ツヴァイクの作品世界に魅せられてプラハ（チェコ）、ウィーン（オーストリア）、ブダペスト（ハンガリー）、モスクワ（ロシア連邦）を旅し、知見を広げた。モロッコの映画監督のもとで映画制作を試み、パリの演劇学校クール・フローランに学んだりもしたが、「役者には向いていないし、映画界にも興味が持てなかった」として、パリ高等商業学校（グランゼコール ESCP EUROPE）に入学し、報道部門で学んだ。

## ジャーナリストから作家へ

### ジャーナリズム
同校の出身者で政治評論家・週刊誌『レクスプレス』の編集長クリストフ・バルビエに出会い、バルビエの推薦で『レクスプレス』誌で研修を受け、さらにチュニス（チュニジア）に本拠を置く政治・経済週刊誌『ジュンヌ・アフリック』（若いアフリカ）のモロッコ記者として採用された。
4年後に『ジュンヌ・アフリック』社を辞任し、ジャーナリストから作家に転向。銀行員と結婚し、育児の傍ら、著作活動を続けた。2013年に最初の原稿『食人鬼の庭で』を出版社に持ち込んだが断られ、夫の勧めに従ってガリマール社の編集委員でクリエイティブ・ライティング講座を行っていたジャン＝マリー・ラクラヴティーヌに師事した。

### 『食人鬼の庭で』
2014年、『食人鬼の庭で』がガリマール社から出版された。これは、2011年のドミニク・ストロス＝カーン (DSK) の暴行事件に発想を得た作品である。「女性のセクシュアリティについて語りたいと思っていた」彼女は、性依存症を「女性の側から書いてみよう」と思い、あらためてフローベールの『ボヴァリー夫人』、フランソワ・モーリアックの『テレーズ・デスケルウ』（映画『テレーズの罪』）トルストイの『アンナ・カレーニナ』、ジョゼフ・ケッセルの『昼顔』などを読み直した。「ある朝、まるで啓示のように」アデルという女性像を思いついた。彼女は二重生活を送る性依存症の女性の「受動性、強制された役割に気付こうともしない怠惰・安逸さ、哀しさ」を描こうとしたという。
この作品は、2015年の第6回ラ・マムーニア文学賞を受賞した。これは、フランス語によるモロッコ文学の促進を目的とする文学賞であり、スリマニは女性初の受賞者である。2015年の審査員はフランスの作家、劇作家、文芸評論家のクリスティーヌ・オルバン委員長のほか、アメリカ合衆国の作家ダグラス・ケネディ、モロッコのジャーナリスト・作家のレダ・ダリルらであった。また、パリ6区のサン＝ジェルマン＝デ＝プレにあるカフェ・ド・フロールの常連作家らによって1994年に創設されたフロール賞の最終候補5作に残った。
2015年9月にフランスの映画製作会社が『食人鬼の庭で』の映画化のために著作権を買い取ったという報道があり、著者スリマニのコメントも掲載されたが、この段階ではまだ監督が決まっておらず、その後もまだ詳細は明らかにされていない。

### 『優しい歌』(『ヌヌ ― 完璧なベビーシッター』)
2016年に第2作『優しい歌』（邦題『ヌヌ ― 完璧なベビーシッター』）を発表。同年のゴンクール賞を受賞した。113人の受賞者のうち、女性では12人目である。世界44か国語に翻訳され（2019年3月時点）、邦訳も『ヌヌ ― 完璧なベビーシッター』として2018年3月に刊行された。家事・育児手伝いとして若い夫婦に雇用された女性が、面倒を見ていた2人の子どもを殺害するという衝撃的な事件を描いたこの作品は、2012年にニューヨークでプエルトリコ人のベビーシッター（ヌヌ）が子供たちを惨殺したという三面記事から発想を得たものである。スリマニは日本でのインタビューで、ヌヌまたはヌーヌー (nounou) は「ベビーシッター」とは「少し違い」、「乳母 (nourrice)」のことであるとし、フランスでは子どもを祖父母に預けることがあまりないうえに、保育園が狭くて受け入れる人数が限られているし、女性たちの労働時間が長いと保育園を利用するのも難しい、このような状況では、子どもの面倒を見てくれる「ヌヌ」に頼らざるを得ない、したがって「ヌヌがいないと働けず、自立もできなければ自由も得られないし、社会生活も営めない」と説明している。また、ヌヌはその社会的価値が評価されず、資格が必要ない仕事であるせいもあって、特に大都市のヌヌは大半が移民、特にマグレブ移民の女性で、低賃金で雇われているという。本書のヌヌは貧しい白人女性で、逆に雇用者の夫婦が移民である。スリマニはパリ10区に住むこの若い夫婦（弁護士の妻と音響アシスタントの夫）をボボ（ブルジョワ・ボヘミアン）として描いている。これもスリマニ自身の定義によると、「ヒッピー的な精神の持ち主で、中流階級で、パリの中心にある昔の大衆的な地域に住んでいて、オープンマインドで、環境問題に対して意識が高く、左派で」、社会問題に深い関心を持っているが、これはあくまで「理論や理想」であって、「実際には日常生活で貧しい人々や移民に接することはない」人々であり、彼女はこうしたボボの「社会的偽善」を表現したかったという。本書はこのように人種、性、階級、職業等における差別、家事労働の過小評価、保守派の台頭、移民政策、「女性による女性の搾取」など多くの問題を提起する作品である。
なお、「優しい歌」はアンリ・サルヴァドールの曲名でもあり、別名「狼、雌鹿と騎士さん」として知られる「フランスでは誰もが知っている子守唄」である。また、作品冒頭の「赤ん坊は死んだ」の一文は、「きょう、ママンが死んだ」で始まるカミュの『異邦人』を想起させるという指摘もある。スリマニが執筆の動機になったと言う、ヌヌと母親「ママン」との「曖昧な関係」を示唆するものである。
『優しい歌』は当初、マイウェン監督が映画化する意向を表明したが、「個人的にとても辛い時期」があって別の作品に取り組むことにしたとし、リュシー・ボルルトー監督がこの企画を引き継いだ。映画は原題のまま『優しい歌』として2019年11月27日にフランスで封切られた。主演はカリン・ヴィアールである。一方、すでに演劇作品としてコメディ・フランセーズで2019年3月14日から4月28日まで上演されたが、『ル・モンド』紙は、舞台での上演は難しい作品であると評している。

## 思想的立場
2017年に評論『セックスと嘘 ― モロッコの性生活』を発表し、国家による身体の管理、快楽の隠蔽、闇の堕胎、同性愛者に対する刑罰などを批判した。アルジェリア生まれの作家・ジャーナリストのカメル・ダウドはこれを高く評価した。一方、反人種主義と脱植民地化を謳うものの、多くの批判を受けている「共和国原住民」は、スリマニは「原住民の密告者」であると非難した。
パスカル・ブランシャール、ニコラ・バンセルらが約100人の研究者の論文・著書を編纂した『性、人種、植民地』（2018年9月刊行）の「あとがき」を書いた。本書は、過去6世紀にわたって「他者」の身体、特に女性の身体が支配され、踏みにじられ、否定されてきた歴史を跡づけるものであり、本書を読んで「怒りと悲しみに打ちのめされた」と言うスリマニは「あとがき」で、記憶の継承の重要性を訴えると同時に、現代人の想像力にもその痕跡が残っていることを指摘している。

## 日本での紹介・来日
2018年の邦訳刊行後、朝日新聞、日本経済新聞、毎日新聞などに書評が掲載された。同年、スリマニは日仏交流160周年記念の一環として日本に招待され、桐野夏生、山崎まどからと対談し、長崎外国語大学、早稲田大学などで講演会やシンポジウムが行われた。

## 邦訳作品
- 『ヌヌ ― 完璧なベビーシッター』松本百合子訳 集英社 (集英社文庫)  2018年
- 『アデル 人喰い鬼の庭で』松本百合子訳 集英社文庫 2020年

## 著書
- Dans le jardin de l'ogre (食人鬼の庭で), Gallimard, 2014.
- Chanson douce (優しい歌), Gallimard, 2016 - 2016年ゴンクール賞.
  - 『ヌヌ ― 完璧なベビーシッター』松本百合子訳, 集英社 (集英社文庫), 2018年。
- Le diable est dans les details (悪魔は細部に宿る), Editions de l'Aube, 2016.
- Sexe et mensonges : La vie sexuelle au Maroc (セックスと嘘 ― モロッコの性生活), Les Arènes, 2016.
- Simone Veil, mon heroine (シモーヌ・ヴェイユ、私のヒロイン), Editions de l'Aube, 2017.
- Paroles d'honneur (名誉の言葉), Les Arènes, 2017 (レティシア・コリン（フランス語版）絵)
- Comment j'écris (私の書き方), Editions de l'Aube (エリック・フォットリーノ（フランス語版）によるインタビュー), 2018.

## 参考資料
- Marie-France Etchegoin et Gaspard Dhellemmes, La femme savante : Rencontre avec Leïla Slimani, la nouvelle Marianne d'une France « revigorée », Vanity Fair (仏語版).
- Alexandra Schwartzbrod, Leïla Slimani. «Madame Bovary X», Libération.
- レイラ・スリマニ×山崎まどか ― 今日的ダイアローグ / 心理サスペンスが浮き彫りにする女性と差別問題の現在地 - SPUR.
- 母とベビーシッターの歪んだ関係 (フランス文学の愉しみ) - Bunkamura.
- 武内英公子.（書評）スリマニ『ヌヌ：完璧なベビーシッター』- 白水社 web ふらんす.